# Tannerie t'Serstevens
L'ancienne tannerie t'Serstevens est un immeuble classé  situé dans la ville de Stavelot en Belgique (province de Liège).

## Localisation
Cet imposant immeuble se situe au pied du Chemin du Château (no 1) et de la côte de Stockeu, sur la rive gauche de l'Amblève, à proximité du pont du 18 décembre 1944.

## Historique
Le bâtiment de la tannerie s'appuie du côté ouest sur la base encore visible d'une tour d'angle circulaire, vestige du vieux château de Guillaume de Manderscheidt érigé vers 1525-1528
La tannerie t'Serstevens est construite en (ou vers) 1803. Le travail du cuir était une spécialité de la ville de Stavelot qui comptait de nombreuses tanneries installées le long de l’Amblève. Cette industrie trouve son apogée au cours du XIXe siècle. Vers 1900, la ville comptait encore quelque vingt-cinq tanneries. La dernière tannerie de Stavelot a fermé ses portes en 1950. Rachetée en 1923 par Jules Crismer, la tannerie est reconvertie en moulin à grains. La tannerie t'Serstevens est le dernier témoignage bâti de ce passé industriel.
La confrérie folklorique des Blancs Moussis en est devenue propriétaire en 1981 et le bâtiment fait office de local de cette association. Une restauration du bâtiment est entreprise en 2004 avec le soutien de la Fondation Roi Baudouin, la collaboration de la Région wallonne et de l’Institut du Patrimoine Wallon.

## Description
Les dimensions de ce bâtiment à pans-de-bois sont importantes et font de cet immeuble stavelotain l'une des constructions à colombages les plus volumineuses de Wallonie. Les façades mesurent environ 26 m et les pignons 7,5 m. L'immeuble possède quatre niveaux sur une base rectangulaire. Le rez-de-chaussée de la façade nord (côté Amblève) est réalisé en pierres calcaires équarries et briques surmontées d'une bande en moellons de grès tandis que la partie actuellement visible du soubassement de la façade sud est uniquement constituée de grès. Le reste de l'immeuble (sauf le pignon ouest entièrement en bois) est élevé en colombages et torchis chaulé avec ossature en pans-de-bois percé d'ouvertures aux dimensions diverses se rapportant à la fonction de la tannerie ou à des transformations postérieures.